# Старий дубовий гай
Старий дубовий гай — ботанічна пам'ятка природи місцевого значення. Розташований у Солом'янському районі м. Києва по вулиці Борщагівській, 141. Заповіданий у грудні 1999 року (рішення Київради від 02.12.99р. №147 / 649). 

## Опис
Старий дубовий гай - це 30 дерев дубу віком понад 200 років кожне, які займають площу 0,3 га.

## Галерея

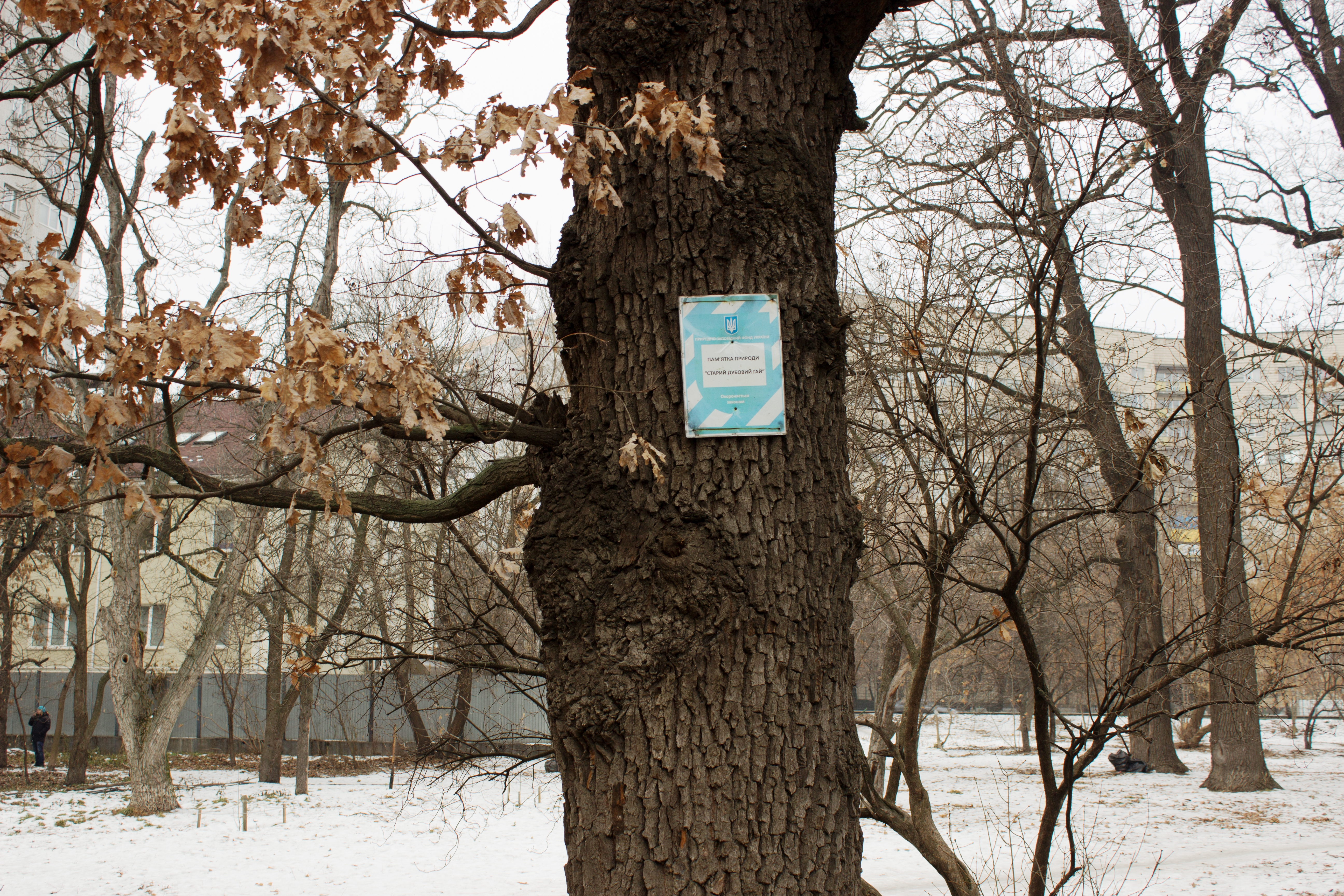
Старий дубовий гай. Охоронна табличка. 16 грудня 2014 року
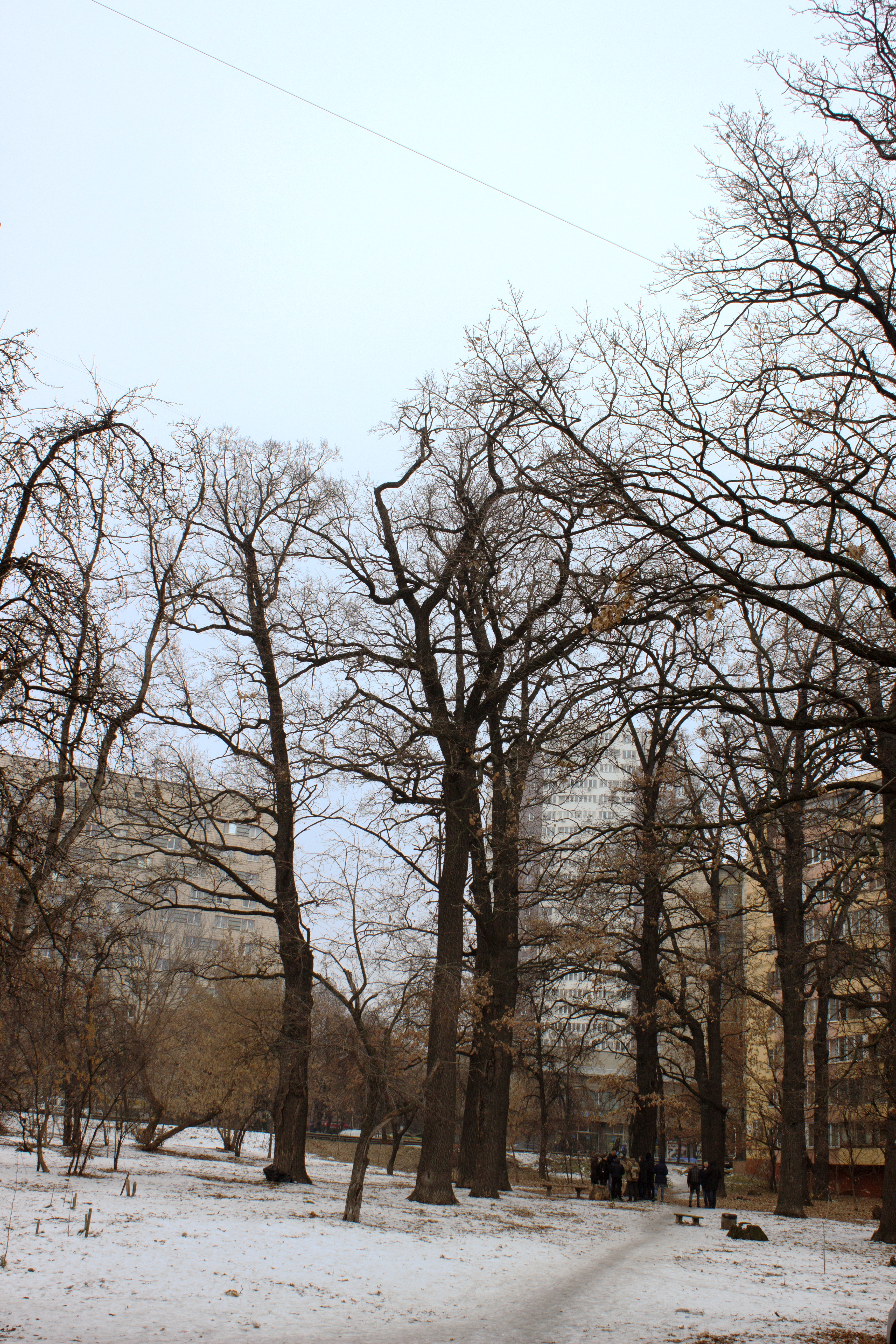
Старий дубовий гай. 16 грудня 2014 року
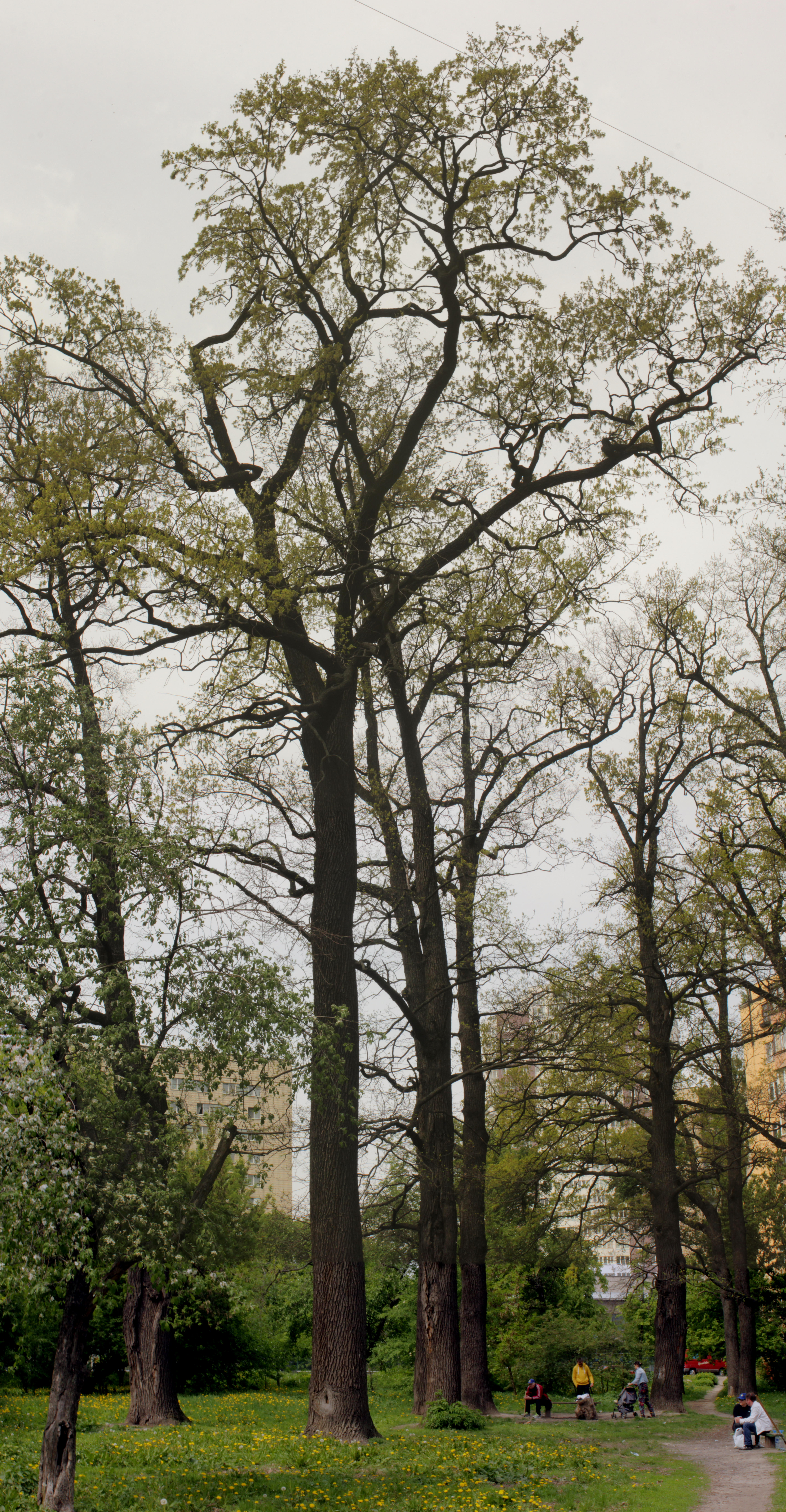
Старий дубовий гай. 3 травня 2016 року
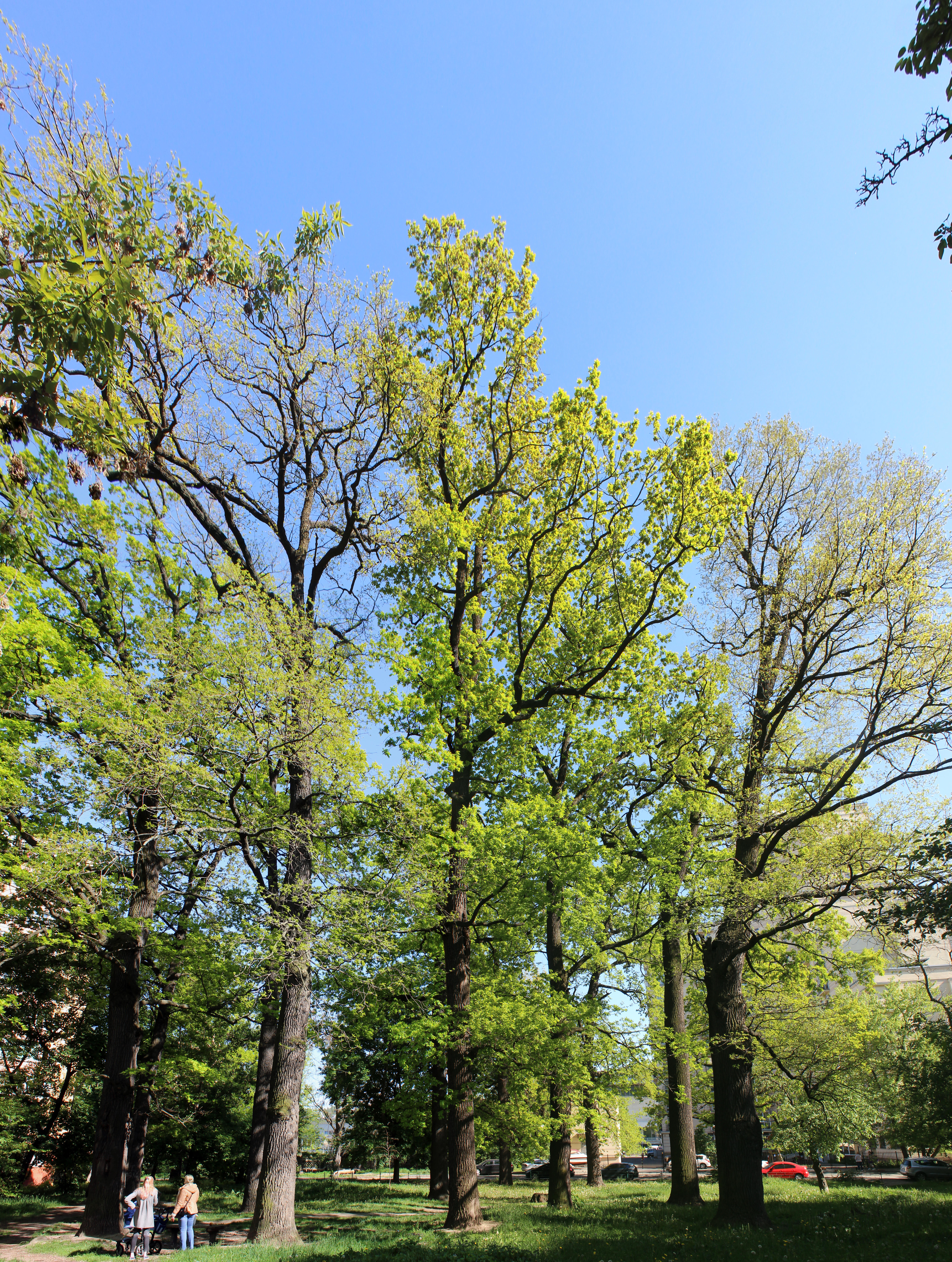
Старий дубовий гай. 17 травня 2017 року
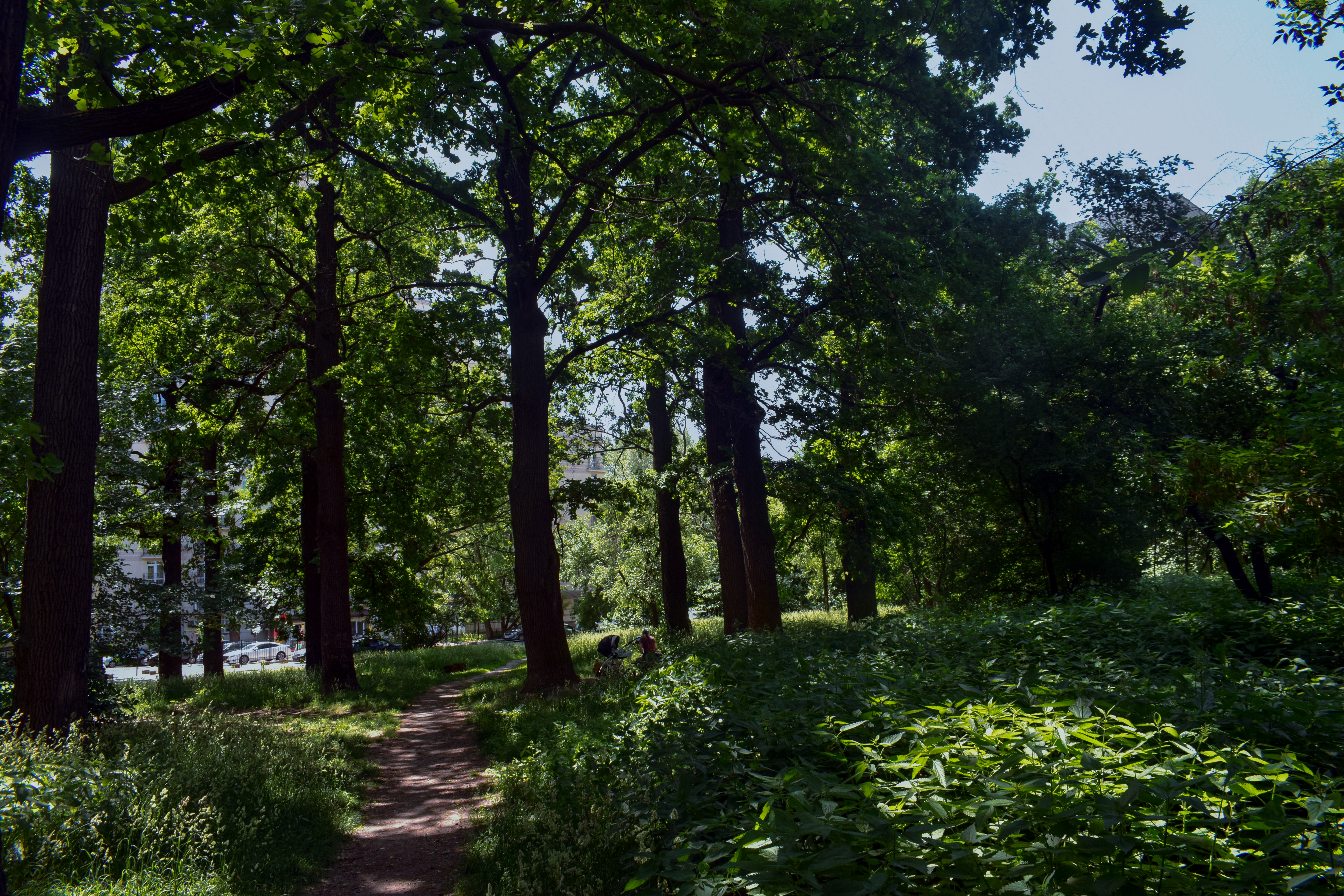
Старий дубовий гай. 29 травня 2018 року
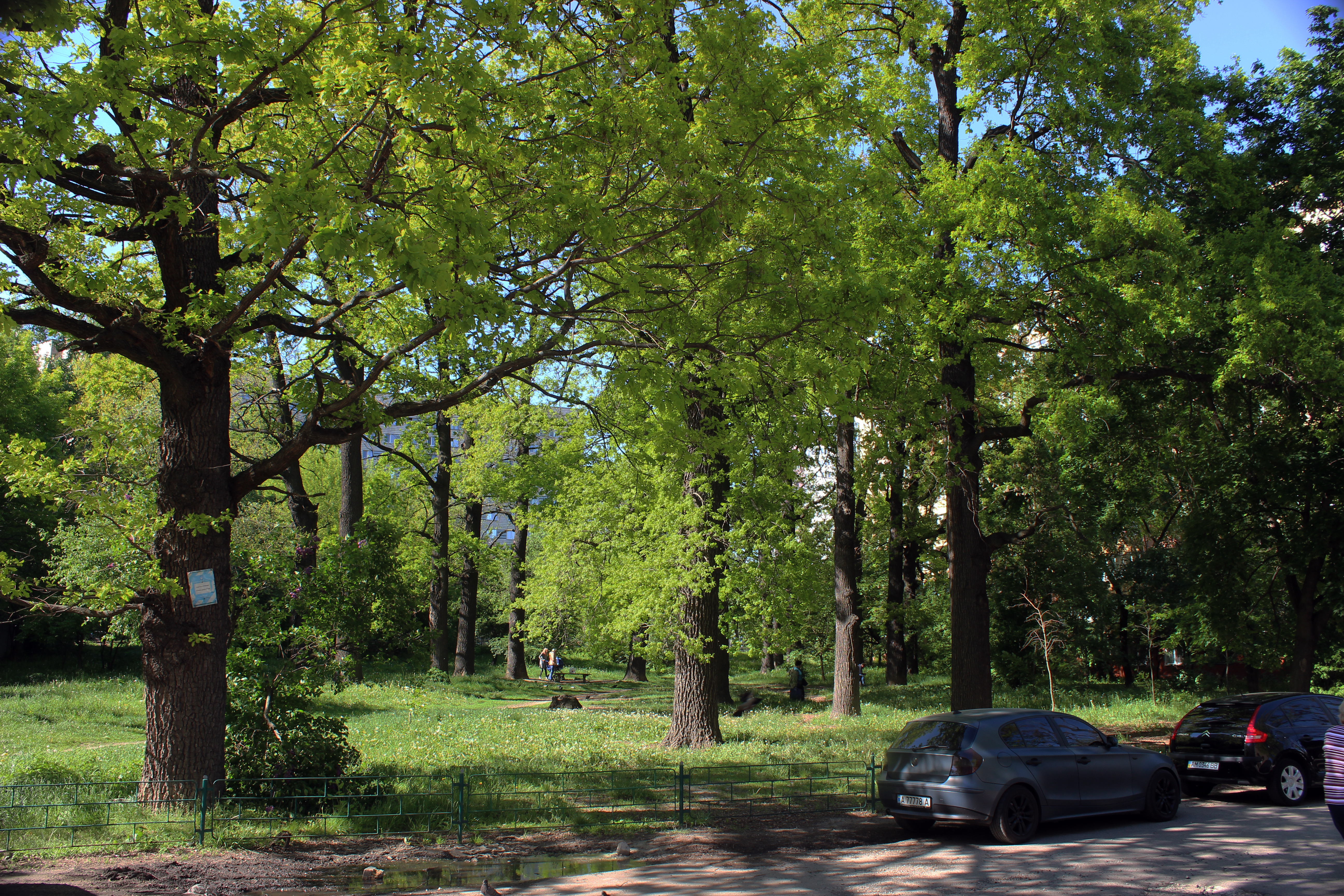
Старий дубовий гай. 17 травня 2017 року